# Gläubigerschutz
Unter Gläubigerschutz werden alle präventiven Regelungen verstanden, die den tatsächlichen und potenziellen Gläubiger vor dem Ausfall seiner Forderungen in der Insolvenz des Schuldners bewahren sollen.

## Allgemeines
Selbst in der Insolvenz des Schuldners wird noch für einen gesetzlichen Gläubigerschutz gesorgt. Die Insolvenzordnung regelt den geordneten Ablauf des Insolvenzverfahrens, Verfügungsverbote des Schuldners, Anfechtungsrechte der Gläubiger, Rangfolgen bei der Befriedigung von Gläubigern oder die Aussonderungs- und Absonderungsrechte der Gläubiger.
Der eigentliche Gläubigerschutz setzt jedoch früher an. Es handelt sich um präventive gesetzliche Regelungen und höchstrichterliche Rechtsprechung insbesondere im Bilanz- und Aktienrecht des Handelsgesetzbuchs (HGB) und des Aktiengesetzes (AktG), die dafür sorgen sollen, dass es zu einer Insolvenz erst gar nicht kommen kann. Der Begriff Gläubigerschutz wird im BGB, HGB oder AktG nicht ausdrücklich erwähnt, sondern einzelne gesetzliche Tatbestände sorgen für die Einhaltung dieses Kernprinzips.
Das Ziel des Gläubigerschutzes liegt nicht darin, dem Gläubiger sein Ausfallrisiko vollständig abzunehmen, sondern ihn vor Entwicklungen zu schützen, die mit einer nicht vertretbaren Risikoerhöhung verbunden sind.

## Risiken eines Gläubigers
Gläubigerschutz ist als Interessenschutz von Personen zu verstehen, die Gläubigerrisiken eingehen oder denen der Schuldner aus anderen Gründen leistungsverpflichtet ist. Gläubigerrisiken bestehen in der Nichterfüllung der vertragsgemäß geschuldeten Leistungen (Zins- und Tilgungsleistungen aus Kreditverträgen, aber auch Kaufpreisschulden aus Kaufverträgen) des Schuldners. Diese Risiken können nach Informationsrisiko, Insolvenzrisiko und Verlustrisiko unterschieden werden.

### Informationsrisiko
Gefahr für den Gläubiger, dass er sich auf Grund unvollständiger, verfälschter, verspäteter oder fehlender Informationen des Schuldners für ein Kreditrisiko entscheidet, obwohl er bei besserem Informationsstand keinen Kredit gewährt hätte.

### Insolvenzrisiko
Gefahr für den Gläubiger, dass sich die wirtschaftliche Lage des Schuldners soweit verschlechtert, dass dieser die vertragsgemäß geschuldete Leistung nicht mehr erfüllen kann und über das Vermögen des Schuldners das Insolvenzverfahren eröffnet wird.

### Verlustrisiko
Gefahr für den Gläubiger, dass im Rahmen eines Insolvenzverfahrens seine Ansprüche nur zum Teil oder sogar vollständig nicht erfüllt werden können.
Genau auf diesen Ebenen versuchen verschiedene gesetzliche Bestimmungen, den Gläubiger zu schützen, indem sie dem Schuldner bestimmte Verhaltenspflichten auferlegen oder Verbote aussprechen.

## Gläubigerschutzregeln im BGB
Im BGB sind zahlreiche Regeln zum Gläubigerschutz enthalten. Die Generalnorm des § 242 BGB (Treu und Glauben) verhindert eine Rechtsausübung, die im Widerspruch zum eigenen früheren Verhalten steht. Die Leistung muss danach vom Schuldner nach Treu und Glauben bewirkt werden, also in einer Form und Zeit, wie sie vom Gläubiger vertragsgemäß erwartet werden kann. Das BGB ermöglicht zudem auf Vertragsebene dem Gläubiger die Sicherung seiner Forderungen durch Kreditsicherheiten, um ihm bei Störungen die Möglichkeit einzuräumen, sich durch verfügbare Kreditsicherheiten zu befriedigen. Mit diesen Kreditsicherheiten verschafft sich der Gläubiger Privilegien in der Insolvenz seines Schuldners, weil seine Kreditsicherheiten dort dem Absonderungsrecht der Insolvenzordnung unterliegen. Haften mehrere Personen (Gesamtschuldner und -bürgen), so erhöht dieser Umstand die Sicherheit von Gläubigern, weil sie sich irgendeinen Schuldner oder Bürgen aussuchen dürfen und von ihm die Zahlung der gesamten Forderung verlangen können.
Für bestimmte Gläubigergruppen sieht das BGB gläubigerschützende gesetzliche Pfandrechte vor. So hat der Vermieter ein gesetzliches Pfandrecht nach den §§ 562 ff. BGB  an allen in die Mieträume vom Mieter eingebrachten Sachen zur Sicherung der unbezahlten Mietforderungen. Ähnliche Regelungen sind für Verpächter (§ 581 Abs. 2 BGB), Pächter (§ 583 BGB), Werkunternehmer (§ 647 BGB) und Gastwirte (§ 704 BGB) vorgesehen. Es handelt sich jeweils um gesetzliche Pfandrechte, die automatisch ab Vertragsbeginn gelten und nicht gesondert vereinbart werden müssen. Sie sollen den Gläubiger vor Ausfall seiner Forderung schützen, indem sie ihm ein Pfandrecht an den in seinen Herrschaftsbereich gelangten Sachen des Vertragspartners einräumen. Wird seine Forderung nicht bezahlt, kann er die dem Pfandrecht unterliegenden Sachen nach den Bestimmungen der §§ 1288 ff. BGB  verwerten. Dem Lieferanten wird mit dem Eigentumsvorbehalt nach § 449 BGB das Eigentum an der gelieferten und noch unbezahlten Ware bis zur vollständigen Bezahlung zugesprochen. Bezahlt der Debitor die erhaltene Ware nicht oder nicht vollständig, so kann der Lieferant sie nach Rücktritt wieder herausverlangen (§§ 449 Abs. 2, § 985 BGB).

## Gläubigerschutzregeln im HGB
Nach Wöhe besteht die gesetzgeberische Aufgabe bei der Bilanzierung insbesondere im Schutz der Gläubiger vor falschen Informationen über die Vermögens-, Finanz- und Ertragslage. Bei gegebener Verschuldung ist es für die Sicherheit der Gläubiger entscheidend, dass die für die Vermögensgegenstände in der Bilanz angesetzten Werte bei ihrem Umsatz wenigstens realisiert werden können, was durch die Festlegung einer Obergrenze für die Bewertung des Vermögens und einer Untergrenze bei Schulden erreicht werden kann (Niederstwertprinzip und Höchstwertprinzip). Dem Gläubigerschutz wird im deutschen Bilanzrecht ein großes Gewicht beigemessen, international unterliegt er allerdings starker Kritik.
Zentrale Bestimmung des Gläubigerschutzes ist das in § 252 Abs. 1 HGB verankerte Vorsichtsprinzip mit seinen Folgeprinzipien Realisations- und Imparitätsprinzip. Deren Einhaltung sorgt dafür, dass sich ein Unternehmen bilanziell nicht besser darstellt als der Wirklichkeit entspricht. Dabei wird in Kauf genommen, dass im Rahmen des Vorsichtsprinzips eine schlechtere bilanzielle Darstellung im Vergleich zur Wirklichkeit möglich ist. Die Grundsätze der Bilanzklarheit, Bilanzwahrheit und Bilanzkontinuität sollen den Gläubigern einen möglichst sicheren Einblick in die Vermögens-, Finanz- und Ertragslage eines Schuldners gewährleisten, Stetigkeit im Bilanzausweis für Vergleichszwecke herstellen und die Vollständigkeit und Richtigkeit eines Jahresabschlusses sicherstellen. Kapitalaufbringungs- und Kapitalerhaltungsvorschriften sorgen zudem dafür, dass das dem Gläubiger haftende Eigenkapital eines Unternehmens in dieses eingebracht und dem Gesellschafter nicht mehr zurückgezahlt wird. Ausschüttungssperren verhindern die Ausschüttung von Buchgewinnen, die noch nicht realisiert wurden. Auch die – auf Kapitalgesellschaften beschränkten – Prüfungs-, Testats- und Offenlegungspflichten von Jahresabschlüssen dienen dem Schutz der Gläubiger (§§ 284 bis 289, 316, 321 bis 325 und 329 HGB).
Im Rahmen des Vollständigkeitsprinzips dürfen nur solche Vermögensgegenstände aktiviert werden, die dem Eigentümer auch wirtschaftlich zuzurechnen sind (§ 246 Abs. 1 Satz 2 HGB). Damit wird im Rahmen der Gläubigerschutzfunktion sichergestellt, dass nur solche Vermögensgegenstände ausgewiesen werden, die den Gläubigern auch als Schuldendeckungspotenzial dienen können.
Auch das HGB sieht für bestimmte Gläubigergruppen gesetzliche Pfandrechte für ihre Forderungen vor. Es werden konkret Kommissionär (§ 397 HGB), Spediteur (§ 410 HGB), Lagerhalter (§ 421 HGB) und Frachtführer (§ 440 HGB) geschützt. Auch hierbei handelt es sich um gesetzliche Pfandrechte, die automatisch ab Vertragsbeginn gelten und nicht gesondert vereinbart werden müssen. Der Gläubigerschutz besteht darin, den Gläubiger vor dem Ausfall seiner Forderung zu schützen, indem diese Vertragstypen ihm ein Pfandrecht an den in seinen Herrschaftsbereich gelangten Sachen des Vertragspartners einräumen. Für die im HGB enthaltenen gesetzlichen Pfandrechte gelten dieselben Vorschriften wie für die im BGB aufgezählten. In beiden Fällen gesetzlicher Pfandrechte handelt es sich um eine abschließende Aufzählung, die also nicht beliebig erweitert werden kann.

## Gläubigerschutzregeln in der InsO
Durch § 12 InsO werden weite Teile des öffentlich-rechtlich organisierten Bereichs vom Insolvenzverfahren befreit. Davon begünstigt sind Gebietskörperschaften wie Bund, Bundesländer, Gemeinden und Gemeindeverbände. Darüber hinaus nehmen am Insolvenzverfahren Anstalten des öffentlichen Rechts und Körperschaften des öffentlichen Rechts nicht teil, was landesrechtlich geregelt ist (§ 45 AGGVG). Diese Befreiung der öffentlichen Hand vom Insolvenzregime dient in erster Linie der Sicherstellung der öffentlichen Verwaltung, deren Arbeit nicht durch Insolvenzprozeduren gestört werden soll. Darin liegt jedoch auch ein gewisser Gläubigerschutz, weil Kreditgeber nicht befürchten müssen, einen Vermögensverlust durch ein Insolvenzverfahren zu erleiden. Diese generelle Insolvenzbefreiung ist ein Kernbestandteil des Kommunalkredits. Der Gläubigerschutz besteht letztlich in der Insolvenzunfähigkeit dieser öffentlich-rechtlichen Rechtsformen, weil der Gläubiger nicht mit den Folgen eines Insolvenzverfahrens rechnen muss.

## Gläubigerschutz im Aktienrecht
Der Erwerb eigener Aktien unterliegt aufgrund der Kapitalerhaltungsregeln den besonderen Beschränkungen des § 71 AktG. Sobald ein zwischen Muttergesellschaft und abhängigem Tochterunternehmen geschlossener Beherrschungs- oder Gewinnabführungsvertrag endet, haben die Gläubiger des abhängigen Tochterunternehmens Anspruch auf Sicherheitsleistung durch die Muttergesellschaft nach § 303 Abs. 1 AktG, sofern ihre Forderungen während der Laufzeit des Unternehmensvertrages entstanden waren. Dazu müssen sich die betroffenen Gläubiger innerhalb einer Ausschlussfrist von 6 Monaten beim Mutterunternehmen melden. Anstatt Sicherheitsleistung kann auch eine Bürgschaft des Mutterunternehmens verlangt werden (§ 303 Abs. 3 AktG). Die mit „Gläubigerschutz“ überschriebene Vorschrift ist ein Grandfathering, das betroffenen Gläubigern Vertrauensschutz gewähren soll, wenn sie wegen eines bestehenden Unternehmensvertrages Forderungen gegenüber dem Tochterunternehmen begründet haben und ihre Forderungen ohne Unternehmensvertrag fortbestehen sollen. Der Sinn des § 303 AktG besteht darin, die Gläubiger gegen das Risiko der Insolvenz der abhängigen Gesellschaft hinsichtlich solcher Forderungen abzusichern, die bis zur Beendigung des Beherrschungsverhältnisses begründet worden sind. Die Gläubiger müssen deshalb so gestellt werden, wie wenn ihre Ansprüche rechtzeitig erfüllt worden wären.

## Gläubigerschutz im Konzern
Der Bundesgerichtshof hat die teilweise lückenhafte Gesetzeslage im faktischen und qualifiziert faktischen (GmbH-) Konzern durch zahlreiche gläubigerschützende Urteile teilweise geschlossen. Denn insbesondere das GmbHG beinhaltet kein eigenständiges Konzernhaftungsrecht wie das AktG. Auch waren die Gläubiger eines GmbH-Konzerns gegenüber den Gläubigern eines aktienrechtlichen Konzerns benachteiligt. Die Verlustübernahmepflicht dient zumindest auch dazu, einen Ausgleich dafür zu schaffen, dass die Kapitalsicherungsvorschriften im Vertragskonzern rechtlich und im qualifizierten faktischen Konzern in ihrer tatsächlichen Wirksamkeit außer Kraft gesetzt sind. Die Kapitalsicherungsregeln dienen dem Gläubigerschutz und haben deshalb auch in einer Einmann-Gesellschaft volle Gültigkeit.

## Gläubigerschutz bei Kreditinstituten
Einen besonderen Gläubigerschutz genießen die Gläubiger von Kreditinstituten im Hinblick auf ihre Einlagen. Diese sind durch Einlagensicherung betragsabhängig vor einer Insolvenz eines Kreditinstituts durch gesetzliche und freiwillige Maßnahmen geschützt. Konkretisiert ist dieser Gläubigerschutz im Einlagensicherungsgesetz, das in allen EU-Mitgliedstaaten gilt und Bankguthaben bis zur Deckungssumme von 100.000 Euro pro Anleger und pro Kreditinstitut schützt. Das Kreditwesengesetz dient der Wahrung der Funktionsfähigkeit der Kreditinstitute und damit letztlich ebenfalls dem Gläubigerschutz. Auch die Bankenaufsicht hat den Zweck, durch präventive und detektive Überwachung des Kreditsektors auf der Grundlage vielfältiger aufsichtsrechtlicher Vorschriften die Gläubiger von Kreditinstituten zu schützen.

## Verletzung von Gläubigerschutzbestimmungen
Werden dem Gläubigerschutz dienende gesetzliche Bestimmungen verletzt, kann dies zur Nichtigkeit von Jahresabschlüssen führen. Ein bereits festgestellter Jahresabschluss ist (außer in den Fällen des § 173 Abs. 3, § 234 Abs. 3 und § 235 Abs. 2 AktG) nichtig, wenn er insbesondere durch seinen Inhalt Vorschriften verletzt, die ausschließlich oder überwiegend zum Schutze der Gläubiger der Gesellschaft gegeben sind (§ 256 Abs. 1 Nr. 1 AktG). Der Beschluss in einer Hauptversammlung einer Aktiengesellschaft kann nichtig sein, wenn er etwa mit dem Wesen der Aktiengesellschaft nicht zu vereinbaren ist oder durch seinen Inhalt Vorschriften verletzt, die ausschließlich oder überwiegend zum Schutze der Gläubiger der Gesellschaft oder sonst im öffentlichen Interesse gegeben sind (§ 241 Nr. 3 AktG). Dies kann zur Folge haben, dass der Bestätigungsvermerk vom Wirtschaftsprüfer zurückzuziehen ist, alle Empfänger der Bilanz und des Prüfungsberichts mit Bestätigungsvermerk über die Nichtigkeit der Bilanz und die Rücknahme des Bestätigungsvermerks zu informieren sind und die dem Handelsregister offengelegten Jahresabschlüsse zurückzuziehen bzw. zu berichtigen sind.

## Gläubigerschutz in Österreich
Ähnlich wie in Deutschland ist die gesamte Gesetzgebung, die das Schuldrecht betrifft, von Gedanken des Gläubigerschutzes geprägt (vgl. § 1304 ABGB, § 178, § 187, § 213, § 226, § 243 AktG).

## Gläubigerschutz in den USA und Kanada
Der Begriff Gläubigerschutz beinhaltet im deutschen Recht die Sicherung der Interessen der Gläubiger. Das Gegenteil wird unter dem Begriff Gläubigerschutz in den USA und Kanada verstanden. Hier sollen die in eine Unternehmenskrise geratenen Unternehmen vor ihren Gläubigern geschützt werden. Sowohl das US-amerikanische Insolvenzrecht (Chapter 11 Bankruptcy Code) als auch der kanadische Companies Creditors Arrangement Act (CCAA) verstehen unter Gläubigerschutz den Schutz vor den Forderungen und Aktivitäten der Gläubiger. Der eigentliche Sinn von Chapter 11 ist die Erhaltung der Arbeitsplätze eines in finanzielle Schwierigkeiten geratenen Unternehmens. Unter Umständen werden dazu Schulden erlassen, das Unternehmen kann zwecks Aufrechterhaltung seines Geschäftsbetriebs in das Eigentum der Gläubiger übergehen, um so letztlich die Forderungen der Gläubiger möglichst noch realisieren zu können.

## Gläubigerschutz in der Schweiz
In der Schweiz wird amstsprachlich der Begriff Stundung gebräuchlich. Diese kommt vor allem bei Nachlassverfahren (SchKG 293) zum Zuge und bezweckt die finanzielle Sanierung einer Firma oder Privatperson. Der Gläubigerschutz ist immer nur für bis dato entstandene Verbindlichkeiten wirksam. Je nach Komplexität des Falles wird der Gläubigerschutz üblicherweise für 10–28 Monate gewährt. Während dieser Zeit wird immer auch ein Sachwalter durch das Gericht eingesetzt, der die Aussicht auf Sanierung zu prüfen hat und der das Nachlassverfahren im Auftrag des Gerichts leitet. Bei Wegfall der Aussicht auf Sanierung muss der Sachwalter den Gläubigerschutz aufheben lassen.